# Jean Fournet
Jean Fournet (ur. 13 kwietnia 1913 w Rouen, zm. 3 listopada 2008 w Weesp) – francuski dyrygent.

## Życiorys
W latach 1930–1936 studiował w Konserwatorium Paryskim u Philippe’a Gauberta. Dyrygował orkiestrami w Rouen (1938–1940) i Marsylii (1940–1944). Od 1944 do 1957 roku pełnił funkcję dyrektora muzycznego Opéra-Comique w Paryżu. W latach 1944–1962 wykładał także dyrygenturę w École normale de musique. W latach 1961–1968 dyrygował orkiestrą radiową w Hilversum, następnie 1968–1973 był dyrygentem Rotterdams Philharmonisch Orkest. Od 1973 do 1982 roku dyrygował Orchestre national d’Île-de-France.
Ceniony jako interpretator francuskiego repertuaru symfonicznego i operowego. W 1958 roku poprowadził w Tokio japońską prapremierę Peleasa i Melisandy Claude’a Debussy’ego.